# Pepa Romero
María Josefa Romero Antón conocida como Pepa Romero, (Ferrol, La Coruña, 28 de julio de 1984) es una periodista, reportera y presentadora de televisión española.

## Biografía
Licenciada en Ciencias de la Información en Periodismo por la Facultad de Ciencias de la Información (Universidad Complutense de Madrid), comienza su carrera profesional en el Grupo COPE, donde trabajó como reportera, redactora y presentadora. Tras ello, fue redactora de contenidos culturales en Nova. Y de ahí dio el salto a Intereconomía entre 2011 y 2013. Poco después pasó a trabajar para Telemadrid, abordando reportajes de denuncia social, de investigación y de política.
En 2017 fichó por Equipo de investigación, el programa de Glòria Serra en La Sexta, donde se mantuvo durante cuatro años hasta su salto a Ya es mediodía en Telecinco.
Unos meses antes del final de Ya es mediodía en 2023, salta a Antena 3 como presentadora de una sección del programa Y ahora Sonsoles, del cual sigue formando parte como reportera y presentadora sustituta.

## Trayectoria en televisión
| Año           | Programa                | Canal        | Notas                                                       |
| ------------- | ----------------------- | ------------ | ----------------------------------------------------------- |
| 2017-2021     | Equipo de investigación |              | Reportera                                                   |
| 2021-2023     | Ya es mediodía          |              | Reportera                                                   |
| 2023-presente | Y ahora Sonsoles        |              | Reportera, presentadora en sección y presentadora sustituta |
| 2024-2025     | YAS verano              | Presentadora |                                                             |